# Antonio Hernández Mancha
Antonio Hernández Mancha (Guareña, Badajoz; 1 de abril de 1951) es un abogado y político español, presidente de Alianza Popular entre 1987 y 1989.

## Biografía
En sus inicios profesionales, desempeñó el cargo de abogado del Estado en Córdoba y Granada. También fue profesor auxiliar de Derecho Civil en la Universidad de Córdoba entre 1979 y 1981. Entre 1982 y 1987 fue portavoz de Alianza Popular en el Parlamento de Andalucía y diputado por Córdoba.
Militante de Alianza Popular, ocupó el cargo de presidente regional de Alianza Popular de Andalucía durante siete años. Sobrino del presidente de las Cortes y del Consejo de Estado Antonio Hernández Gil, fue a finales de 1986 cuando el líder nacional del partido, Manuel Fraga, presentó la dimisión al considerar que había alcanzado su «techo electoral». En las elecciones primarias subsiguientes –las primeras del grupo popular donde hubo dos candidaturas–, Hernández Mancha se alzó con la victoria al derrotar a Miguel Herrero y Rodríguez de Miñón.
Convertido en líder de AP, tuvo que afrontar el inconveniente de no poder enfrentarse dialécticamente a Felipe González en el Congreso debido a que no tenía un acta de diputado –era senador y miembro del Parlamento de Andalucía–. En marzo de 1987, transcurrido escaso tiempo de su elección, Hernández Mancha planteó una moción de censura contra el gobierno socialista, una maniobra que muchos tildaron de suicida –el PSOE gozaba de mayoría absoluta– y que, posiblemente, estuviera destinada a darse a conocer ante el gran público, puesto que se le permitió, de manera excepcional, acudir a debatir al Congreso.
Como era de esperar, la moción no prosperó –sólo votaron a favor 67 diputados, de Alianza Popular y Unión Valenciana– y, además, proyectó una imagen bastante negativa de Hernández Mancha, que perdió el duelo dialéctico contra el vicepresidente Alfonso Guerra y se vio sometido a las virulentas críticas del resto de portavoces de los demás partidos. Su recién estrenado liderazgo quedó entonces muy tocado y comenzó un rápido declive, que trató de contrarrestar con viajes internacionales, como el que emprendió en 1988 a los Estados Unidos, buscando reunirse con Ronald Reagan durante el Desayuno de Oración Nacional –aunque sólo logró una foto y una charla-. Su principal rival en el seno del partido era José María Aznar, excolaborador de Miñón.
A principios de 1989, Fraga volvió a tomar las riendas del partido y, en el XI Congreso Nacional, lo refundó con el nombre de Partido Popular. Aznar sería nombrado líder poco después. Hernández Mancha decidió entonces retirarse de la política, empleando una célebre frase de Napoleón: «una retirada a tiempo es una victoria».[cita requerida]
Actualmente trabaja en su despacho de abogados en Madrid.[cita requerida] Durante la guerra de Irak volvió a ser noticia porque realizó trabajos de asesoramiento a empresas europeas en el mismo Bagdad. Fue consejero independiente de Enagás desde marzo de 2014 hasta 2022.

## Vida personal
Está casado y tiene dos hijos.